# Lucie Breyne
Lucie Breyne (* 5. Oktober 2000) ist eine belgische Hockeyspielerin. Sie gewann mit der belgischen Nationalmannschaft bei Europameisterschaften bis 2023 eine Silbermedaille.

## Sportliche Karriere
Lucie Breyne spielt auf Vereinsebene für den Waterloo Ducks HC.
Breyne wurde mit der belgischen Juniorinnenauswahl Vierte bei der Juniorenweltmeisterschaft 2019. Bereits 2018 hatte sie in der Nationalmannschaft debütiert. 2021 bei der Europameisterschaft in Amstelveen stand Breyne auf Abruf bereit, kam aber nicht zum Einsatz. Im Jahr darauf bei der Weltmeisterschaft 2022 erreichten die Belgierinnen erstmals nach vierzig Jahren wieder das Viertelfinale bei einer Weltmeisterschaft und verloren dann gegen die Niederländerinnen. Die Belgierinnen belegten den sechsten Platz. Breyne war in allen fünf Spielen dabei. 2023 bei der Europameisterschaft in Mönchengladbach bezwangen die Belgierinnen im Halbfinale die Deutschen. Im Endspiel siegten die Niederländerinnen mit 3:1. Breyne wurde in allen fünf Spielen eingesetzt. Bei den Olympischen Spielen 2024 in Paris verloren die Belgierinnen im Halbfinale gegen die Chinesinnen im Shootout. Im Spiel um den dritten Platz unterlagen sie im Shootout gegen die Argentinierinnen. Breyne war in zwei von acht Spielen dabei.
Insgesamt bestritt die Defensivspielerin bis zum 25. Juni 2024 62 Länderspiele für Belgien.